# Саборна црква Свете Тројице у Куршумлији
Саборна црква Свете Тројице у Куршумлији, насељеном месту на територији општине Куршумлија, припада Епархији нишкој Српске православне цркве. Црква је подигнута 1902. године и посвећена је Светој Тројици.

## Историјат
Летопис куршумлијске Цркве Свете Тројице обавештава да је „све до подизања ове цркве, која је завршена 1902. године, служба вршена у манастиру светог Николе, јер у читавој околини није било ни једне сачуване цркве, способне за службу”. Такође, у летопису стоји да се са изградњом храма почело још 1890. године. Године 1938. сазидана је лепа звонара са десне стране цркве. Док се са леве стране, и то, више северозападно налазила стара црквена кућа од трошног материјала, а од 1996. године нови парохијски дом.

## Архитектура
Црква Свете Тројице у Куршумлији, разликује се од свих храмова овог краја, нарочито по својој архитектури и монументалности али и по историјском тренутку када је сазидана. Она је из моравске групе цркава, која својом благошћу нагиње према типу „сажете основе” и уписаног крста, са полукружном и доста назначеном апсидом. Мада својом димензијом (21х7m) и својим структуралним обликом подсећа на фрушкогорски манастир Малу Ремету, док је у основи слична Требињском манастиру Тврдошу. 
Зидана је од тврдог материјала као једнобродна грађевина. Певнице су јој споља четвороугаоног облика, са кровом на две воде, покривене црепом, док су са унутрашње стране полукружне. Припрата је мало шира од наоса, али је у склопу целе цркве. Спољашња припрата са горионицима је дозидана 2001. године. У оштрим и правим линијама спољне фасаде, која је омалтерисана, архитектура ове цркве оставља утисак једноставности. Зато што је зидана у периоду историјског преображаја, када се архитектонски израз заснивао на превазилажењу великог турског утицаја кроз векове. Занимљиво је да се се не зна идејни организатор овог пројекта. Свакако, изградња цркве Свете Тројице у Куршумлији, као прве овакве врсте, после одласка Турака, битан је цивилизацијски и културни догађај. Над кровом цркве диже се кубе високо 17 метара, округлог облика са осам прозора. Црква има правоугаону солеју, али без амвона на средини наоса. Четири пиластра са унутрашње стране цркве, два са јужне и два са северне сртане зида, спојени су у пределу свода полукалотама, дајући наосу богатију форму архитектуре. Шест овећих прозора, дају цркви добро осветљење. 
Храм је живописан у периоду од 1998. до 2002. године, када су урађени и сви унутрашњи радови, почев од постављања мермера на поду до новог иконостаса, певница и свог другог инвентара. Црква је освећена на стогодишњицу храма 16. септембра 2002. године руком Његовог Преосвештенства епископа нишког Господина Иринеја. У уркви се чува једно старо јевањђеље, поклон Милоша Даниловића из Горње Крвавице, срез драгачевски. Поклоњено је, иначе, за покој душе свога брата Виктора, који је погинуо 1877. године, на Самокову. 
Занимљиво је поменути да Летопис куршумлијске цркве наводи и овај податак: „Простор око манастира светог Николе и Пресвете Богородице у величини од пет хектара, такође припада овој Цркви”. Лепо уређено двориште цркве је омеђено цик-цак оградом. У скорије време саграђен је нова црквена продавница 2002. године, подигнута је нова крстионица, која је освећена 2006. године. Поплочана је порта храма, подигнуте нове гараже, обновљене и уређене старе.